# Lista de monarcas do Afeganistão
Antes do século XVIII, o moderno Estado do Afeganistão foi dividido e, sobretudo, governado pelo Sultanato de Deli da Índia. Sua região de Herat, no oeste era governado pelos safávidas da Pérsia e a área de Mazar i Xarife, no norte pelo Canato de Bucara. A região de Candaar, ocasionalmente, mudou de lado entre o Império Mogol e os safávidas. Os afegãos nativos (pastós) teriam sido oprimidos por ambos os lados, e foram lutar pela independência, mas muitas tentativas foram esmagadas e os acusados de estar começando uma revolução foram executados.
Em 1709, Miruais Hotaque e seus chefes tribais afegãos de Candaar se organizaram e libertaram com sucesso a sua terra da dominação persa. Mirwais construiu uma grande fortaleza para si próprio e transformou a cidade de Candaar para servir como a capital do Império Hotaqui. Depois de uma longa série de guerras, este império foi substituído pelo Império Durrani, que foi fundado por Amade Xá Durrani em 1747. . Amade Xá Durrani é considerado como o "Pai da Nação",  Miruais Hotaque como o "grande pai" e Maomé Zair Xá como o último rei do Afeganistão.

## Império Hotaqui(1709–1738)
| Nome                          | Vida                       | Início do reinado   | Fim do reinado      | Notas                       | Família | Imagem |
| Miruais Hotaque Gafar Hotaqui | 1673 – 1715                | 1709                | 1715                |                             | Hotaqui |        |
| Abdalazize Hotaqui            | ? – 1717                   | 1715                | 1717                | Irmão de Miruais Hotaque    | Hotaqui |        |
| Mamude Hotaqui                | 1697 – 22 de abril de 1725 | 1717                | 22 de abril de 1725 | Filho de Miruais Hotaque    | Hotaqui |        |
| Axerafe Hotaqui               | ? – 1730                   | 22 de abril de 1725 | 1730                | Sobrinho de Miruais Hotaque | Hotaqui |        |
| Huceine Hotaqui               | ? – 1738                   | 22 de abril de 1725 | 24 de março de 1738 | Filho de Miruais Hotaque    | Hotaqui |        |

## Império Durrani(1747–1823)
| Nome                            | Vida                                       | Início do reinado     | Fim do reinado                | Notas                     | Família | Imagem |
| Amade Xá Durrani o Pai da Nação | 1722 – 16 de outubro de 1772               | 1747                  | 16 de outubro de 1772         |                           | Durrani |        |
| Timur Xá Durrani                | 1748 – 18 de maio de 1793                  | 16 de outubro de 1772 | 18 de maio de 1793            | Filho de Amade Xá Durrani | Durrani |        |
| Zamã Xá Durrani                 | 1770–1844                                  | 18 de maio de 1793    | 25 de julho de 1801 (deposto) | Filho de Timur Xá Durrani | Durrani |        |
| Mamude Xá Durrani (1.º reinado) | 1769 – 18 de abril de 1829                 | 25 de julho de 1801   | 13 de julho de 1803 (deposto) | Filho de Timur Xá Durrani | Durrani |        |
| Xá Xujá Durrani (1.º reinado)   | 4 de novembro de 1785 – 5 de abril de 1842 | 13 de julho de 1803   | 3 de maio de 1809 (deposto)   | Filho de Timur Xá Durrani | Durrani |        |
| Mamude Xá Durrani (2.º reinado) | 1769 – 18 de abril de 1829                 | 3 de maio de 1809     | 1818 (deposto)                | Filho de Timur Xá Durrani | Durrani |        |
| Ali Xá Durrani                  | ? – ?                                      | 1818                  | 1819 (deposto)                | Filho de Timur Xá Durrani | Durrani |        |
| Aiube Xá Durrani                | ? – 1 de outubro de 1837                   | 1819                  | 1823 (deposto)                | Filho de Timur Xá Durrani | Durrani |        |

## Emirado do Afeganistão(1823–1926)
| Nome                                  | Vida                                         | Início do reinado       | Fim do reinado                    | Notas                      | Família  | Imagem |
| Doste Maomé Cã (1.º reinado)          | 23 de dezembro de 1793 – 9 de junho de 1863  | 1823                    | 2 de agosto de 1839 (deposto)     | Filho de Sardar Paiendá Cã | Barakzai |        |
| Xá Xujá Durrani (2.º reinado) Xá Xujá | 4 de novembro de 1785 – 5 de abril de 1842   | 7 de agosto de 1839     | 5 de abril de 1842                | Filho de Timur Xá Durrani  | Durrani  |        |
| Aquebar Cã                            | 1816–1845                                    | 5 de abril de 1842      | 1845                              | Filho de Doste Maomé Cã    | Barakzai |        |
| Doste Maomé Cã (2.º reinado)          | 23 de dezembro de 1793 – 9 de junho de 1863  | 1845                    | 9 de junho de 1863                | Filho de Sardar Paiendá Cã | Barakzai |        |
| Xer Ali Cã (1.º reinado)              | 1825 – 21 de fevereiro de 1879               | 9 de junho de 1863      | 1865 (deposto)                    | Filho de Doste Maomé Cã    | Barakzai |        |
| Maomé Afezal Cã                       | 1811 – 7 de outubro de 1867                  | 1865                    | 7 de outubro de 1867              | Filho de Doste Maomé Cã    | Barakzai |        |
| Maomé Azão Cã                         | ? – 21 de fevereiro de 1868                  | 7 de outubro de 1867    | 21 de fevereiro de 1868           | Filho de Doste Maomé Cã    | Barakzai |        |
| Xer Ali Cã (2.º reinado)              | 1825 – 21 de fevereiro de 1879               | 7 de outubro de 1868    | 21 de fevereiro de 1879           | Filho de Doste Maomé Cã    | Barakzai |        |
| Maomé Iacube Cã                       | 1849 – 15 de novembro de 1923                | 21 de fevereiro de 1879 | 12 de outubro de 1879 (deposto)   | Filho de Xer Ali Cã        | Barakzai |        |
| Maomé Aiube Cã                        | 1857 – 7 de abril de 1914                    | 12 de outubro de 1879   | 31 de maio de 1880 (deposto)      | Filho de Xer Ali Cã        | Barakzai |        |
| Abderramão Cã                         | 1840/44 – 1 de outubro de 1901               | 31 de maio de 1880      | 1 de outubro de 1901              | Filho de Maomé Afezal Cã   | Barakzai |        |
| Habibulá Cã                           | 3 de junho de 1872 – 20 de fevereiro de 1919 | 1 de outubro de 1901    | 20 de fevereiro de 1919           | Filho de Abderramão Cã     | Barakzai |        |
| Nasrulá Cã                            | 1874–1920                                    | 20 de fevereiro de 1919 | 28 de fevereiro de 1919 (deposto) | Filho de Abderramão Cã     | Barakzai |        |
| Amanulá Cã                            | 1 de junho de 1892 – 25 de abril de 1960     | 28 de fevereiro de 1919 | 9 de junho de 1926                | Filho de Habibulá Cã       | Barakzai |        |
| Abdal Carim                           |                                              | Julho de 1924           | 30 de janeiro de 1925             | Filho de Maomé iacube Cã   | Barakzai |        |

## Reino do Afeganistão(1926–1973)
| Nome              | Vida                                         | Início do reinado     | Fim do reinado                  | Notas                           | Família       | Imagem |
| Amanulá Cã        | 1 de junho de 1892 – 25 de abril de 1960     | 9 de junho de 1926    | 14 de janeiro de 1929 (deposto) | Filho de Habibulá Cã            | Barakzai      |        |
| Inaiatulá Cã      | 20 de outubro de 1888 – 12 de agosto de 1946 | 14 de janeiro de 1929 | 17 de janeiro de 1929 (deposto) | Filho de Habibulá Cã            | Barakzai      |        |
| Ali Amade Cã      | 1883 – 11 de julho de 1929                   | 17 de janeiro de 1929 | 9 de fevereiro de 1929          |                                 | não dinástico |        |
| Habibulá Calacani | 1890 – 3 de novembro de 1929                 | 17 de janeiro de 1929 | 16 de outubro de 1929 (deposto) |                                 | não dinástico |        |
| Maomé Nadir Xá    | 9 de abril de 1883 – 8 de novembro de 1933   | 16 de outubro de 1929 | 8 de novembro de 1933           | Sobrinho-neto de Doste Maomé Cã | Barakzai      |        |
| Maomé Zair Xá     | 15 de outubro de 1914 – 23 de julho de 2007  | 8 de novembro de 1933 | 17 de julho de 1973 (deposto)   | Filho de Maomé Nadir Xá         | Barakzai      |        |

## Estandarte real

Estandarte real do Afeganistão 1931 – 1973.